# Щуровская, Ирена
Ирена Щуровская (пол. Irena Szczurowska; род. 15 сентября 1941) — польская актриса театра, кино и телевидения.

## Биография
Ирена Щуровская родилась в Кракове. Актёрское образование получила в Государственной высшей театральной школе в Кракове, которую окончила в 1963 году. Дебютировала в театре в 1962 году в Катовице, в телевидении в 1963, в кино в 1965 (дочь героя в фильме «Образ жизни» по одноимённому роману Казимежа Брандыса). Актриса театров в Варшаве (Классический театр 1963—1965, Польский театр 1965—1988). Выступала в спектаклях «театра телевидения» в 1963—1976 годах.
Её бывший муж — актёр Лешек Телешиньский.

## Избранная фильмография
- 1965 — Образ жизни / Sposób bycia
- 1966 — Ад и небо / Piekło i niebo
- 1966 — Если кто-нибудь знает / Ktokolwiek wie...
- 1966 — Возвращение на Землю / Powrót na ziemię
- 1966 — Самозванец с гитарой / Mocne uderzenie
- 1967 — Ставка больше, чем жизнь / Stawka większa niż życieh (только в 14-й серии)

## Признание
- 1988 — Серебряный Крест Заслуги.